# Glucogen fosforilasa
El glucogen fosforilasa o glicogen fosforilasa, en anglès:Glycogen phosphorylase, és un dels enzims de la fosforilasa. El glucogen fosforilasa catalitza el pas que limita la limitació de velocitat en la degradació del glucogen en animals alliberant glucosa-1-fosfat.

## Importància clínica
La inhibició del glicogen fosforilasa s'ha proposat com un mètode per al tractament de la diabetis mellitus tipus 2.